# BAY STORM
BAY STORM（ベイストーム）は、ベイエフエムのラジオ番組である。

## パーソナリティ
- 二宮和也（嵐）

### アシスタントおよびスタッフ
アシスタントやスタッフはニックネームで呼ばれている。
- 板橋さん

本名：板橋暢博さん。番組ディレクター。
- あそちゃん

本名不明。番組スタッフ。
- 工藤くん

本名不明。おそらくSTBYの後任で、嵐担当のジェイ・ストーム社員と思われる。
過去のアシスタントおよびスタッフ
- STBY（エスティービーワイ）

元嵐担当のジェイ・ストームの社員。本名は”今井”説あり。一度退いたが、「大楠さん」が辞めたため復帰した。二宮和也36歳の誕生日の回で音声メッセージを送った。
- おにぎりくん

所属不明。婚活バスパーティーに参加したことを二宮に暴露される。
- 大楠さん

元嵐担当のジェイ・ストームの社員。嵐のPVの撮影などに立ち会っている。

## 番組内のコーナー
ペンネームがDJの二宮に気に入られると、大賞・ペンネーム大賞でオリジナルステッカー又はボールペン が貰える。
- 『オープニングの一言』： オープニングを飾る一言
- 『どうか穏便に』： リスナーが謝りたいエピソードを二宮が『穏便に』まとめる
- 『神が来た』： リスナーが送った神が来たと思った瞬間を読んで語る
- 『裏嵐』： 二宮や嵐に関する質問に二宮が答える
- 『ひとり○○』： リスナーがはまっている一人遊びを紹介する。
- 『激おこモーメント』： リスナーの怒ったエピソードに普段怒らない二宮が答える。
- 『お願い新コーナー』： ベイストでやって欲しいコーナー募集
- 『我こそオンリーワーク』： 珍しい仕事をしているリスナーから、どんな仕事をしているのかを教えてもらう。
- 『リスナーフェス』： リスナーがお気に入りの1曲とエピソードを募集、毎週2曲二宮がランダムで引いてその曲をかける。（2020年12月27日までは3曲）
- 『ふつ〜のメール』： コーナー関係なく、二宮に伝えたいメッセージを紹介する。
- 『ニノフェス』： リスナーから二宮に聞いて欲しいアーティストを送ってもらい、ランダムに選んでそのアーティストの曲をかける。

過去のコーナー
- 『シャッフルファイト・キーワード』： リスナーが送ったキーワード、お題を二宮がランダムに選んで語る
- 『俺ってこんなやつクイズ』： 月一度出されるクイズの答えを○×形式で募集し、その正答率に応じて番組からプレゼントが貰える
- 『お願い DJ NINOMIYA』： リスナーのお悩みを二宮が解決する*『クイズ!ラジオなのに』： 毎月行ったことやSTBYの携帯電話の予測変換機能を使ったクイズを出しその正答率に応じて番組からプレゼントが貰える
- 『カウントダウン500』： 2012年6月17日の500回に向けてもう一度聴きたいベイストを送って、運がよければ聴ける。

## 主題歌
- オープニングテーマ「UB カラオケVer.」（相葉雅紀・二宮和也）
- エンディングテーマ「夜の影 カラオケVer.」（松本潤・二宮和也・大野智）
- どうか穏便に「Breathless」（嵐）
- 2曲目の後「君だけを想ってる」・「keep a peaK」（嵐）

まれに「EYES WITH DELIGHT」（嵐）が使われることもある。